# رامون پاسکال لوندکویست
رامون پاسکال لوندکویست (سوئدی: Ramon Pascal Lundqvist؛ زادهٔ ۱۰ مهٔ ۱۹۹۷) بازیکن فوتبال اهل سوئد است.
از باشگاه‌هایی که در آن بازی کرده‌است می‌توان به باشگاه فوتبال پی‌اس‌وی آیندهوون اشاره کرد.
وی همچنین در تیم‌های ملی فوتبال زیر ۱۷ سال و زیر ۱۹ سال سوئد بازی کرده‌است.